# Lastabwurfrelais

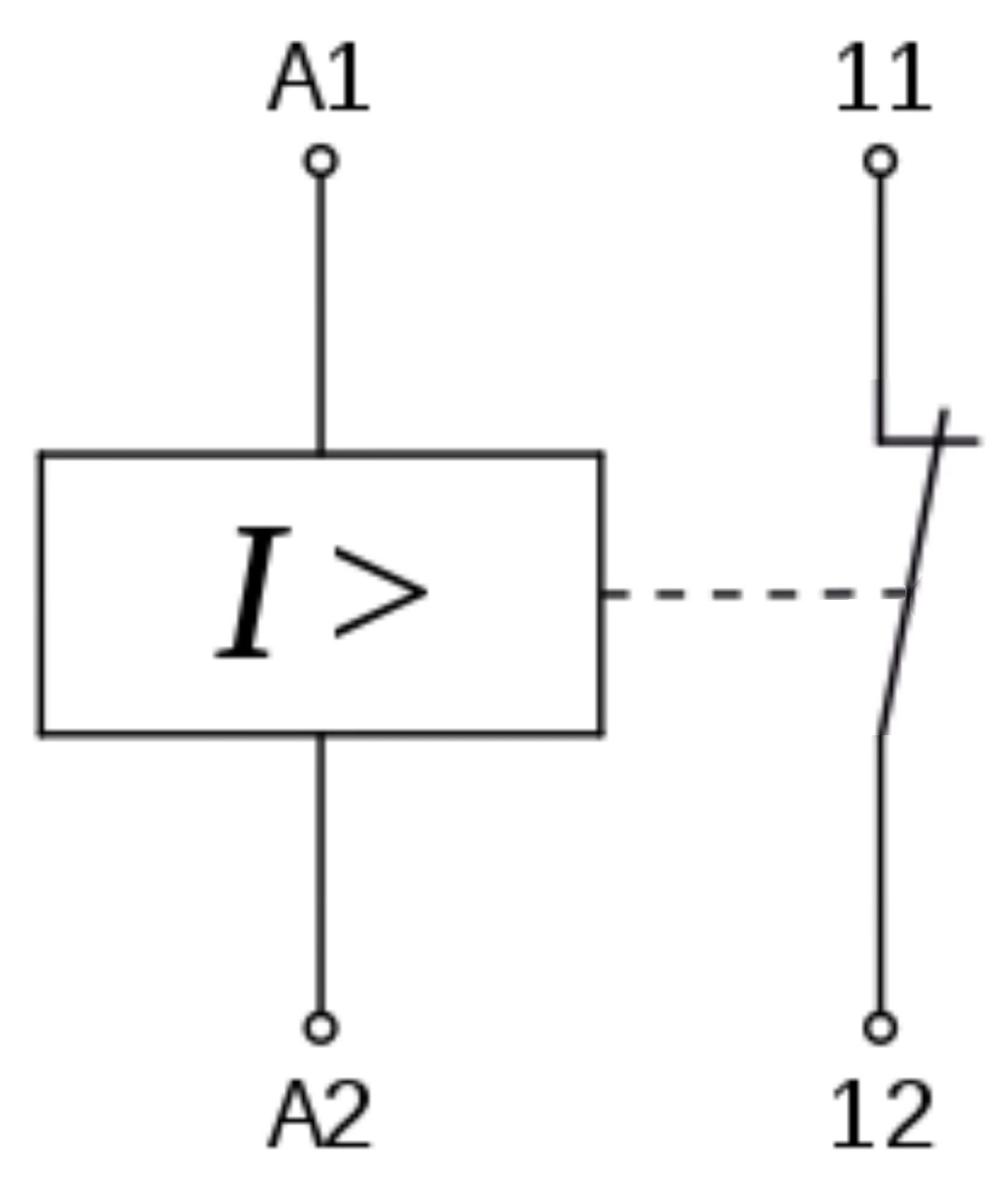
Schaltzeichen eines einphasigen, elektromechanischen Lastabwurfrelais mit einem Öffner

Ein Lastabwurfrelais (kurz LAR; auch Lastabfallrelais oder Lastabwurfschalter genannt) kann zur Realisierung einer Vorrangschaltung verwendet werden; deshalb wird es manchmal auch als Vorrangschalter bezeichnet. Es ist ein Stromrelais, das einen zweiten (nachrangigen) Verbraucher von der Stromversorgung trennt, wenn und solange ein erster (vorrangiger) Verbraucher mindestens einen bestimmten Strom (bzw. eine bestimmte Leistung) aufnimmt.
Voraussetzung für die Einsetzbarkeit eines Lastabwurfrelais ist es, dass zeitweiliges automatisches Abschalten des nachrangigen Verbrauchers zugunsten des priorisierten akzeptabel ist.
Das Symbol „{\displaystyle I>}“ im Schaltzeichen soll das stromgesteuerte Schalten eines Lastabwurfrelais versinnbildlichen. Dabei steht „{\displaystyle I}“ für das Formelzeichen der elektrischen Stromstärke, und das Größer-als-Zeichen „{\displaystyle >}“ soll die Notwendigkeit des Überschreitens einer Schaltschwelle darstellen.

## Funktionsweise
Ein Lastabwurfrelais wird über den Steuerstromkreis (Klemmen A1 und A2; siehe Abbildung) aktiviert. Dabei kommt es auf den durchfließenden Strom an. Übersteigt er einen bestimmten Schwellenwert, Ansprechstrom {\displaystyle I_{\text{An}}} genannt, so spricht das Relais an und schaltet seinen integrierten Schalter (in der Abbildung zwischen den Klemmen 11 und 12). Unterschreitet der Strom einen bestimmten Schwellenwert, den Abfallstrom {\displaystyle I_{\text{Ab}}}, so gehen Relais mitsamt Schalter wieder in den Ruhezustand über. Der Ansprechstrom ist stets (etwas) größer als der Abfallstrom, {\displaystyle I_{\text{An}}>I_{\text{Ab}}}. Die Differenz zwischen diesen Schaltschwellen, also {\displaystyle I_{\text{An}}-I_{\text{Ab}}}, ergibt eine Schalthysterese. Sie sorgt für zuverlässige Schaltvorgänge, also insbesondere dafür, dass das Relais bei langsamen Stromänderungen oder bei geringen Stromschwankungen um den Schwellenwert nicht unerwünschte, zu schnelle oder zu häufige Schaltvorgänge vollführt. Ein Lastabwurfrelais hat demnach die Funktionalität eines stromsensitiven Schwellenwertschalters.
Das Lastabwurfrelais wird (über die Klemmen A1 und A2) in Reihe mit dem vorrangigen (oder dem zu überwachenden) Verbraucher geschaltet. Es gibt auch Ausführungen nach dem Prinzip des Durchsteckstromwandlers, bei denen der Anschlussdraht des vorrangigen Verbrauchers nur durch eine Öffnung hindurchgeführt wird.
Die Weiterverarbeitung des Schaltzustands erfolgt über die Schaltkontakte (in der Abbildung die Klemmen 11 und 12) des Lastabwurfrelais. Sind in diesem Stromkreis höhere Ströme zu schalten, so ist hierfür meist ein zusätzliches Relais oder Schütz erforderlich, da die Kontaktbelastbarkeit des Lastabwurfrelais hierfür meist nicht ausreicht.

## Anwendungsbeispiele

### Vorrangschaltung
Anwendung finden Lastabwurfrelais, wenn hinter einem Hauptanschluss mehrere elektrische Geräte großer Leistung angeschlossen sind, beispielsweise eine Nachtspeicherheizung und ein Durchlauferhitzer, die bei gleichzeitiger Nutzung zu einer Überlastung des Hauptanschlusses führen würden. In einem solchen Fall ist in der Versorgungsleitung zum Durchlauferhitzer ein Lastabwurfrelais installiert, das während einer Warmwasserentnahme über ein Schütz die Versorgungsspannung zur Nachtspeicherheizung unterbricht. Die Vorrangschaltung realisiert also den Entweder-oder-Betrieb (XOR-Verknüpfung) von zwei Verbrauchern, wobei der vorrangige Verbraucher priorisiert wird.
Das gemeinsam genutzte Versorgungskabel kann somit zweifach (für Durchlauferhitzer und Nachtspeicherheizung) genutzt werden, ohne dass die Leiterquerschnittsflächen von dessen Adern für den gleichzeitigen Betrieb beider Verbraucher entsprechend größer ausgelegt sein müssen. Es reicht, wenn das Kabel für den stärkeren der beiden Verbraucher dimensioniert ist. Dadurch können sich Kosteneinsparungen bei der Errichtung ergeben.

### Einsparung von Stromkosten
Ebenfalls eingesetzt werden Lastabwurfrelais im gewerblichen und industriellen Umfeld, wenn laut Stromtarif nicht nur die insgesamt bezogene, sondern auch die höchste maximal bezogene Leistung bezahlt werden muss. So kann etwa ein Hotel, das mehrere Saunakabinen betreibt, verhindern, dass alle Öfen gleichzeitig nachheizen.

### Betriebszustandserfassung
Da ein Lastabwurfrelais auslöst, wenn ein bestimmter Auslösestrom überschritten wird, kann es beispielsweise dazu verwendet werden, die Betriebszustände „Ein/Aus“ eines Verbrauchers zu signalisieren oder sie zwecks Weiterverarbeitung zu erfassen.
So kann z. B. eine einfache Einschaltautomatik für eine Absauganlage realisiert werden. Solange mindestens eine von mehreren Kreissägen läuft, soll auch die Absauganlage aktiv sein. Dabei ist jeder der Kreissägen-Elektromotoren in Reihe mit einem Lastabwurfrelais geschaltet, und alle Schließer der Lastabwurfrelais sind parallel (ODER-Verknüpfung) und ihrerseits in Reihe mit der Absauganlage geschaltet.

## Ausführungen
- Bei den meisten Lastabwurfrelais ist der Auslösestrom fix vorgegeben. Es gibt jedoch auch Ausführungen, bei denen sich der Auslösestrom einstellen lässt.[9] Dabei handelt es sich um sogenannte „elektronische Lastabwurfrelais“, die den fließenden Strom meist widerstandsfrei über einen induktiven Stromwandler messen – mit dem an einem Potentiometer einstellbaren Abwurfstrom (Maximalstrom) vergleichen – und durch eine Elektronik(Komparator mit Hysterese) ein Relais oder Halbleiterrelais ansteuern. Eine solche Type ist das ELAR-20.[10]
- Als auslösende Bauelemente sind meist Relais mit Spulen verbaut. Als Schalter kommen meist klassische, elektromechanische, potentialfreie Schalter, die mit den Relais-Spulen mechanisch gekoppelt sind, zum Einsatz.[2][9] Es sind aber auch Ausführungen mit elektronischen Schaltern verfügbar.[11]
- Üblich sind Lastabwurfrelais mit einem Öffner als Schalter.[2][9] Weniger gebräuchlich, aber auch erhältlich, sind Ausführungen mit einem Schließer oder einem Wechsler.[3][11]
- Spezielle Ausführungen erlauben das stufenweise Ab- und Wiedereinschalten von mehreren nachrangigen Verbrauchern – abhängig von der momentanen Stromaufnahme des vorrangigen Verbrauchers.[12]
- Meist sind Lastabwurfrelais als Reiheneinbaugeräte für die Tragschienenmontage konzipiert, können aber auch andere Gehäuse-Bauformen aufweisen. Als Reiheneinbaugerät haben sie meist einen Platzbedarf von 1 Teilungseinheit.[2][9][12]
- Während Lastabwurfrelais normalerweise unverzögert sind,[2][13] sind von manchen Herstellern auch spezielle Ausführungen mit Abfall- bzw. Auslöseverzögerung  erhältlich.[14][15]